# ريتشارد مور
ريتشارد مور (بالإنجليزية: Richard Moore)‏ هو سياسي نيوزلندي، ولد في 7 مارس 1849 في لندن في المملكة المتحدة، وتوفي في 12 سبتمبر 1936. انتخب عضو مجلس النواب النيوزيلندي عن دائرة Kaiapoi (New Zealand electorate) ‏ (1890 – 1893).